# Andrea Spione
Andrea Spione (Cerignola, 27 maggio 1938 – Cerignola, 23 febbraio 2006) è stato un trombettista, compositore e direttore d'orchestra italiano.

## Biografia
Dopo aver studiato musica sin dalla tenera età, apprese le prime nozioni di canto corale a 7 anni e a 8 imparò a suonare la tromba e congeneri perfezionandosi con l'aiuto di insegnanti quali Francesco Zingarelli, direttore della Banda presidiaria di Udine.
Fu componente di parecchie bande musicali e orchestre lirico-sinfoniche, tenuto in grande considerazione dai suoi maestri. Nel 1953 fu nella banda di Canosa di Puglia del maestro Simonelli, nel 1954 a San Giovanni Rotondo con Angelo Luiso, negli anni '55-'56 ad Andria con Francesco Zingarelli . Nel 1956 entrò a far parte della Grande Orchestra della Canzone diretta dal maestro Leonardo Prencipe, in qualità di prima tromba, successivamente fu assunto come solista in altre orchestre baresi dirette da noti maestri come De Matteo e Cervini. Con queste formazioni orchestrali Andrea Spione partecipò a numerose trasmissioni radiofoniche tra le quali ricordiamo Sorella Radio nel 1962.
Nel 1957-58 suonò nella Grande Orchestra lirico-sinfonica Città di Salerno diretta dal maestro Pablo Mayro e nel '59 a Conversano con Giuseppe Patanè.
Nel 1960 si sposò con la signora Francesca dalla quale ebbe quattro figli, e fu proprio nello stesso periodo che concretizzò la sua grande passione per la musica leggera.
Partecipò a spettacoli di alto livello, suonando la tromba in note compagnie di riviste italiane allora in voga, nel 1961 con Achille Togliani in una tournée siciliana che durò tre mesi, sempre nel '61 con Lola Gracy e Fabio Solci-Scarpi, già pianista di Fred Buscaglione e nello spettacolo Baranti-Shell organizzato dalla Grande Spettacoli Blau Bar; nel '62-'63 con Fredo Pistoni, Mimma Rizzo e Carla Lombardo, poi con Luciano Glori, Lucia Valeri, Anna Buldrini e Pippo Volpe di cui fu ospite negli anni settanta in una trasmissione radiofonica  "La Caravella" della Sede Rai Regionale delle Puglie e della Lucania - anche detta brevemente Radio Bari.  Si esibì anche in diverse feste di piazza accompagnando cantanti come Aurelio Fierro, Bruno Venturini, Giacomo Rondinella, Miranda Martino, Peppino Gagliardi, Gloria Christian, Isabella Iannetti, Tullio Pane e Minnie Minoprio.
Nel 1961 fondò a Melfi il complesso I Modernovas con Antonio Di Giacomo alla batteria, Sandro Frieri e Giovanni Cocco alle chitarre, Andrea Merra alla fisarmonica, Saverio Spicciariello voce. Nel novembre del '63 trasferì il complesso a Cerignola con l'inserimento di elementi locali: Andrea Spione e i suoi Modernovas con i fratelli Rino, Antonio e Nino Zicolillo, rispettivamente tastiere, batteria e voce, Mimmo Fiorentino al basso, Cataldo Mennuni (detto Papeil) alla chitarra e Ciccio Russo sax-clarino, con loro il piccolo Toni Sforza alla batteria.I Modernovas ebbero vita fino al maggio del 1969, ma con alcuni avvicendamenti o inserimenti di nuovi elementi: Italo Sforza detto Aldo alla batteria, Michele Dalessandro al sax, Salvatore Scardigno alle tastiere, Franco Di Pierro alla chitarra, voce Vito Perchinunno.
Fu uno dei migliori collaboratori delle Edizioni Musicali ODES di Foggia, diretta dal musicista Ottavio De Stefano,(Autore di testi come "Fontane d'Italia" suonata dal pugliese Michele Lacerenza (Taranto 1922-Roma 1989) tromba di "Per un pugno di dollari" di  Sergio Leone e la direzione di Ennio Morricone).
Nel 1964 incise il suo primo 45 giri Il vigile e il semaforo e Gli Innamorati, con la casa discografica beneventana Slinger Record.
Il 16 ottobre del 1966 il suo debutto televisivo, con un brano di sua composizione Una Tromba nel Sud  esibendosi su RAI 2 in una trasmissione musicale itinerante Spettacolo Ovunque che gli ha meritato da parte della stampa e del regista televisivo Stefano Canzio l'appellativo de La Tromba del Sud.
Nel '67 con il suo complesso I Modernovas  nella rassegna di musica leggera al concorso Vaira di Manfredonia si piazza al 1º posto. 
Nel gennaio del '69 Andrea partecipò all'incisione di Se dileguerai cantato da Barbara Lombardi con la casa discografica RCA.
Il 25 gennaio del 69, incise il 45 giri, lato A I modernovas ,lato B Non aspettarmi autori Esposito, Amatudra, De Stefano. Successivamente incise Vecchia Spagna, Baci di Notte, "Tema di Lara"(colonna sonora del film Il dottor Zivago). Notevole l'interpretazione de La Vergine degli Angeli tratta dall'opera di Giuseppe Verdi, La forza del Destino.
Nel 1976 suonerà con il gruppo Amatori Blues & C al Cantapuglia spettacolo di musica leggera organizzato da Enzo Zambetta che si tiene nelle piazze della regione, con Enrico Beruschi ed Elisabetta Viviani.
Nel '79-'80 suonò con il complesso andriese I Milords, incidendo un 33 giri dal titolo Puglia Folk. Nell'81 formò il gruppo Studio 81 Show, con Michele Colucci al basso, Rocco Tripputo alle tastiere, Tonino Sforza e Pino Calamita alla batteria, ai fiati Filippo Ditommaso, Vincenzo Fortarezza e Gerardo Pugliese, voci Antonella Pezzetta (Crotone), Annamaria Trinchera  (Bari), e Patrizia Paliani (Roma) con la partecipazione straordinaria del maestro Corrado Lopopolo al sax-clarino.
Torna ancora ad esibirsi nelle piazze pugliesi nel 2004 quando suonerà con L'Orchestra Adriatica Italiana  con Antonio Piacentino, trombettista Cerignolano, e nel 2005 formerà con l'amico fraterno Saverio Spicciariello e Rosario Ianneo Gli Amarcord Musical Band.
Andrea Spione muore il 23 febbraio del 2006.

## Discografia
- Il Vigile e il semaforo e gli innamorati
- Una Tromba nel Sud
- I Modernovas
- Non aspettarmi
- Vecchia Spagna
- Baci di notte
- La Banca del Perù
- Tema di Lara (dottor Zivago)